# Punta Goà
La Punta Goà, anche Punta Guà (in francese, Pointe Goa o Pointe Goua - 1699 m s.l.m.) è una montagna delle Alpi Pennine collocata nei Contrafforti valdostani del Monte Rosa. Si trova in Valle d'Aosta.

## Caratteristiche
La montagna si trova nella media Val d'Ayas, nel comune di Brusson.